# Десант у порт Отомарі
Десант в порт Отомарі — морський десант, був здійснений кораблями радянської Північної Тихоокеанської флотилії у часі Південно-Сахалінської операції, що є складовою радянсько-японської війни.

## Короткий зміст
В порту Маока мало зосередитися 3 батальйони морської піхоти, звідки їх мали перевезди до Отомарі. Метою десанту було примусити до капітуляції японських військ у найбільшому порту південної частини Сахаліну та запобігти евакуюванню військових й вивезенню матеріальних цінностей на Японські острови — острів Хоккайдо.
Із Совєтської Гавані в щойнозайнятий радянськими десантними силами порт Маока переводяться 2 зведені бригада моряків Тихоокеанської флотилії — 1301 чоловік, та 365-й окремий батальйон морської піхоти Владимиро-Ольгинської військово-морської бази — 600 вояків.
23 серпня 1945 року загін висадки десанту — 8 тральщиків, 6 торпедних катерів, 2 катери «великий мисливець», 2 «малі мисливці», 1 мінний загороджувач виходять із порту Маока та рушають до Отомарі. Під час морського переходу кораблі потрапляють до сильного шторму в протоці Лаперуза, командир загону приймає рішення перечекати негоду в порту Хонто; на той час місто не було зайняте радянськими військами, однак після появи на рейді великого загону кораблів нечисельний японський гарнізон та поліція капітулюють.
Увечері 24 серпня кораблі продовжують перехід, полишивши в Хонто мінний загороджувач із ротою моряків — через мінну небезпеку.
25 серпня вранці радянські кораблі прибувають до Отомарі, в тому числі на двох підводних човнах «Л-11» (командир — капітан 3-го рангу Костянтин Вікторович Барбітов) та «Л-18» (капітан 3-го рангу Цвєтко Володимир Петрович), що вийшли з бухти Улісс. Зайнято аеродром, через приблизно 2 години з півночі підходять частини 113-ї стрілецької бригади; із огляду на підійшлі радянські сили японський гарнізон та особовий склад військово-морської бази — близько 3400 військових — без опору складає зброю й до 10-ї години капітулює.
До опівдня того ж дня усі японські військові частини в префектурі Карафуто капітулюють; даним десантом закінчилася радянська Південно-Сахалінська операція. Після того порт Отомарі був використаний як вихідний пункт для десантів на Південні Курильські острови — Ітуруп, Кунашир, Малу Курильську гряду.